# Conferencia de París (1969)
La conferencia de París de 1973 consistió en una serie de reuniones iniciadas el 23 de enero, por los representantes de Estados Unidos, República Democrática de Vietnam, República de Vietnam, y Frente Nacional de Liberación, para un intento de acuerdo de paz en el conflicto vietnamita.

## Negociaciones interminables
Las reuniones se prolongaban indefinidamente a causa de que las delegaciones no conseguían llegar a un acuerdo. Así, Vietnam del Norte quería la salida del gobierno del presidente de Vietnam del Sur a lo que Estados Unidos se negaba. Después de una campaña de durísimos bombardeos, la Navidad de 1972 los norteamericanos consiguieron traer de vuelta a los vietnamitas del norte, pero tuvieron que renunciar a la mayoría de las solicitudes propuestas.
Posteriormente se detuvieron por la forma de la mesa. Vietnam quería una mesa cuadrada similar a la utilizada en la Conferencia de Ginebra, pero Estados Unidos deseaba una redonda donde no existieran bandos. Finalmente se llegó al acuerdo de una ovalada. Otro motivo de retraso fue la forma de entrar en la sala y qué delegación debía esperar a las demás, indicando que había perdido. Mientras tanto los combates eran encarnizados en Vietnam para ganar el máximo territorio al otro bando.
Después de varios días se acordó firmar los acuerdos en una sala que disponía de cuatro puertas, de tal modo que todas las delegaciones entraran a la vez.
Todos estos detalles protocolarios se consideraban imprescindibles para dar la impresión de que ninguna parte había perdido la guerra de Vietnam, mucho menos Estados Unidos.

## Los Acuerdos de Paz

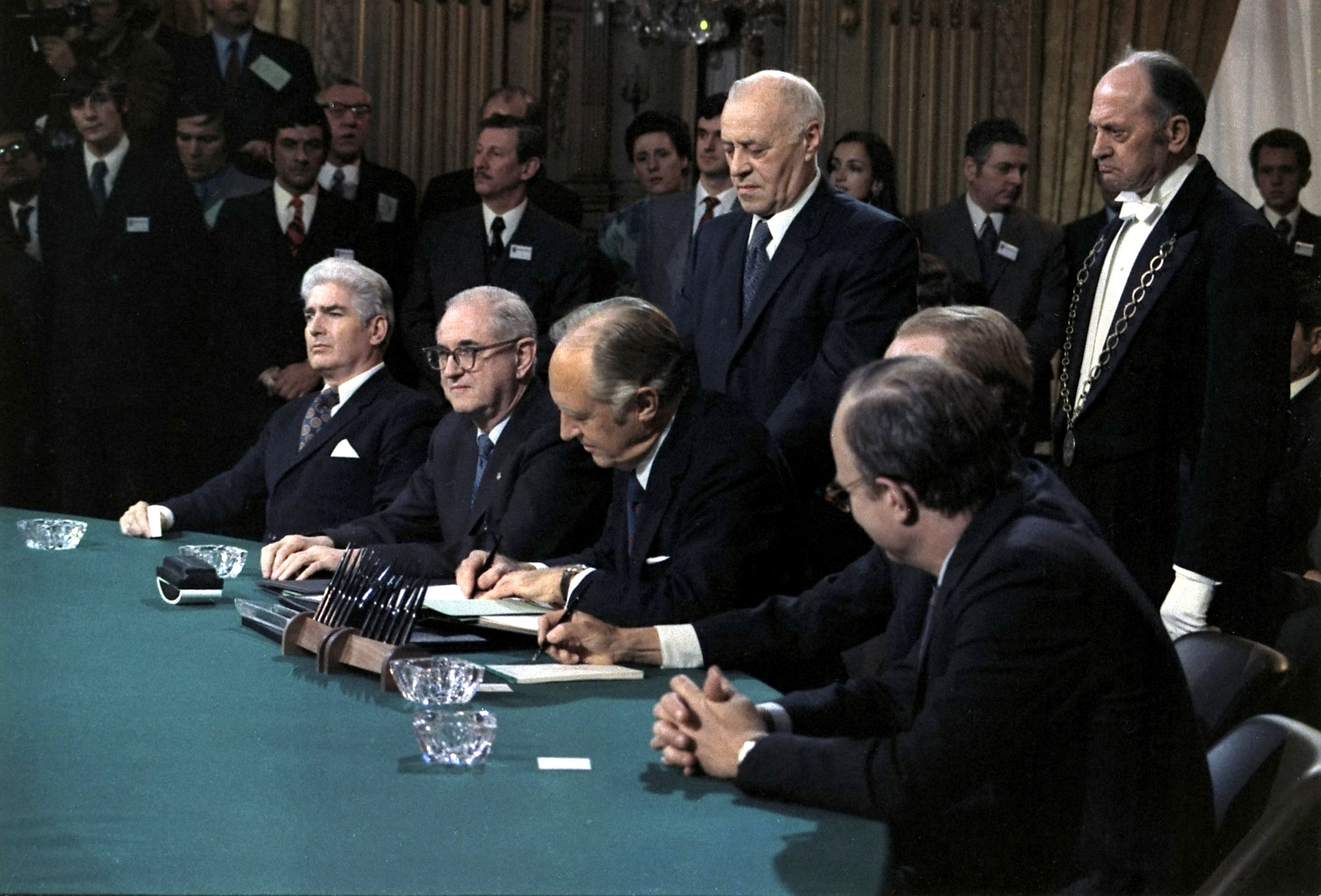
Firma de los Acuerdos de paz de París en 1973.

El 27 de enero de 1973 se firmó el alto el fuego y los acuerdos que constaban de 23 artículos.
El presidente Richard Nixon trató de presentarla como la salida de Vietnam con honor y fue uno de los máximos impulsores de la misma, espoleado, a su vez, por el creciente movimiento pacifista existente en su país y en el resto del mundo.
Las negociaciones volvieron a interrumpirse y finalmente el alto el fuego y la retirada definitiva de los estadounidenses se decidieron en París. Nuevamente volvieron a negociarse hasta los más nimios detalles: por ejemplo se eligió una sala con cuatro puertas para que las cuatro delegaciones entraran al mismo tiempo. Mientras se discutían los detalles del acuerdo, continuaban los bombardeos y los combates con cientos de bajas diarias que siguieron hasta el mismo momento que en que debían entrar en vigor.
Finalmente se llegó a los esperados Acuerdos de París que incluían, entre otros, los siguientes puntos:
- Establecimiento de un alto el fuego.
- Intercambio de prisioneros.
- Retirada de las tropas de EVN de Vietnam del Sur.
- Retirada de todas las tropas de Estados Unidos de Vietnam del Sur en 60 días.
- Renuncia por parte del gobierno de Vietnam del Sur a recuperar la parte del país que estuviese en poder del Viet Cong/EVN.
- Desminado de Estados Unidos de los principales puertos de Vietnam del Norte.
- Detención de los bombardeos en Vietnam del Norte por parte de Estados Unidos.
- Posibilidad de Estados Unidos de seguir ayudando económicamente a su aliado.
- Apertura de negociaciones entre Vietnam del Norte y Estados Unidos para la repatriación de los desaparecidos en combate.
- Salida del gobierno de Vietnam del Sur del presidente Nguyen Van Thieu.
- Supervisión de los acuerdos por militares (canadiense e indonesio por la parte occidental, húngaro y polaco por la oriental).
- Celebración de elecciones libres en Vietnam del Sur.

Estados Unidos cumplió con su compromiso y fue restringiendo su ayuda militar y económica paulatinamente. No así Vietnam del Norte y el Viet Cong que vieron la posibilidad de terminar definitivamente con el Sur. Rápidamente el alto el fuego fue papel mojado; pero el ejército del Vietnam del Sur aún resistió dos años más.

## Consecuencias
Estados Unidos cumplió con todo lo acordado y trató de olvidarse de todo lo relacionado con el conflicto.
[cita requerida]
Vietnam del Norte entregó varios prisioneros capturados.
Los demás beligerantes continuaron con la guerra haciendo muy poco caso de lo acordado. El gobierno de Saigón no tardó en anunciar que no celebraría elecciones, pese a no realizar intentos por recuperar el terreno perdido. El Vietcong y el ejército del Norte siguieron preparando su posiciones para la Ofensiva de Primavera, que les llevaría a la victoria antes incluso de lo que ellos esperaban.